# Phoenicopteriformes
Phoenicopteriformes је ред птица који обухвата фламингосе (пламенце) и њихове изумрле рођаке. Најзначајнија карактеристика која издваја фламингосе од осталих птица је грађа кљуна. 
Фламингоси и њихови рођаци су добро проучени на основу фосила. За изумрли род Juncitarsus се раније сматрало да је рани представник фламингоса, али се данас сматра да је нешто примитивнији од групе која садржи фламингосе и гњурце (Mirandornithes или Phoenicopterimorphae). Први недвосмислени члан фамилије Phoenicopteridae је род Elornis, познат из касног еоцена. 
За изумрлу породицу необичних пливајућих фламингоса, Palaelodidae, верује се да су најближи рођаци данашњих фламингоса. Анатомија стопала и крила палеодида указује да су оне биле птице везане за обалу, а не рониоци попут гњураца, како је предложено у прошлости. Било да су биле обалске птице или рониоци, примитивни Phoenicopteriformes и њихови најближи рођаци, гњурци, били су изузетно водене птице, што указује на то да је цела клада Mirandornithes еволуирала од воденог, вероватно пливајућег претка.